# James P. Scoblick
James Paul Scoblick (* 10. Mai 1909 in Archbald, Lackawanna County, Pennsylvania; † 4. Dezember 1981 ebenda) war ein US-amerikanischer Politiker. Zwischen 1946 und 1949 vertrat er den Bundesstaat Pennsylvania im US-Repräsentantenhaus.

## Werdegang
James Scoblick besuchte die öffentlichen Schulen seiner Heimat und danach die St. Thomas High School in Scranton. Anschließend studierte er bis 1930 an der Fordham University in New York City. Später war er auch noch an der dortigen Columbia University. Politisch schloss er sich der Republikanischen Partei an. Im Lackawanna County gehörte er dem Department of Public Assistance Board an.
Nach dem Rücktritt des Abgeordneten John W. Murphy wurde Scoblick bei der fälligen Nachwahl für den zehnten Sitz von Pennsylvania als dessen Nachfolger in das US-Repräsentantenhaus in Washington, D.C. gewählt, wo er am 5. November 1946 sein neues Mandat antrat. Da er gleichzeitig für die folgende Legislaturperiode in den Kongress gewählt wurde, konnte er dort bis zum 3. Januar 1949 verbleiben. Im Jahr 1948 wurde er von seiner Partei nicht mehr zur Wiederwahl nominiert, was mit seiner Unterstützung für das in seiner Heimat unpopuläre Taft-Hartley-Gesetz zusammenhing. Seine Zeit als Kongressabgeordneter war von den Ereignissen des beginnenden Kalten Krieges geprägt.
Nach dem Ende seiner Zeit im US-Repräsentantenhaus arbeitete James Scoblick unter anderem als Berater für die Lebensmittelindustrie. Er starb am 4. Dezember 1981 in seiner Heimatstadt Archbald.